# 2011년 북인도양 사이클론
2011년 북인도양 사이클론(2011 North Indian cyclone season)에서는 2011년에 발생한 북인도양 사이클론과 열대성 저기압의 활동에 대해 기록한다. 벵골만 제1호 저기압을 시작으로, 2011년동안 10개의 저기압, 6개의 발달한 저기압, 2개의 사이클론, 1개의 매우 강한 사이클론이 발생하였다.

## 활동한 사이클론

### 벵골 만 (BOB)

#### 제1호 저기압
2월 2일, 인도 기상청 (IMD) 에서는 스리랑카 포투빌(Pottuvil)에서 남동쪽으로 약 100 km 떨어진 곳에 위치한 저기압이 열대저기압으로 발달했다고 밝혔다. 그러나 다음날 육지에 접근하면서 약화되어 소멸하였다.
2010년 12월과 2011년 1월에 걸쳐 일어난 기록적인 폭우가 내린 스리랑카에서는 피해 상황을 더 악화시켰다. 최소 6명이 사망했고 5명이 실종되었다. 총 25만명의 이재민이 발생하기도 했다.

#### 제2호 발달한 저기압
6월 16일, 인도 기상청에서는 사가 섬 (Sagar Island) 동남동쪽으로 약 100km 떨어진 곳에서 발달하던 저기압이 열대저기압으로 발달하였다고 발표했으며, BOB02라는 번호가 부여되었다. 잠시 후 "발달한 저기압"으로 강화되었고, 인도의 서벵골 해안에 상륙했다. 점차 육지로 이동하였으며, 6월 23일 소멸하게 되었다. 

#### 제3호 저기압
9월 20일, 방글라데시 치타공(Chittagong)에서 약 370 km 남쪽에 위치한 곳에서 저기압이 발생하였다. 벵골 만에서의 강한 수직 윈드 시어와 계절풍으로 발달하지 못하였고, 미국 합동태풍경보센터에서는 이 저기압이 소멸하였다고 발표했다. 그러나 9월 22일, 인도 기상청에서 이 저기압을 열대성 저기압이 되었다고 발표하고 이에 대한 고시를 하기 시작하여 벵골 만 제3호 저기압으로 칭했다. 그 날 제3호 저기압은 느리게 북서진하여 발라소르(Balasore) 인근의 인도 오릿사 주 북부에 상륙하였다. 더 북서진 한 후 자크랜드 주에서 정체하였다. 9월 23일 오후가 되자, 제3호 저기압은 열대성 저기압의 특징을 잃었다.
이 열대성 저기압이 상륙하면서 오릿사에서 홍수로 인해 38명 이상이 사망한 것으로 집계되었다.

#### 제4호 발달한 저기압
10월 19일, 벵골 만에 위치한 저기압이 열대성 저기압이 되어 제4호 저기압이라는 번호가 부여되었다. 약간 더 발달하여 발달한 저기압이 되었다. 같은 날 미국 합동태풍경보센터에서 이 열대 저기압을 열대폭풍으로 상향 조정하였다. 이후 점차 약화되어 10월 20일 소멸하였다.
방글라데시와 미얀마 국경 주변에서 엄청난 양의 비가 큰 홍수를 일으켰다. 재산 피해는 약 164만 달러로 집계되었고, 최소 215명이 목숨을 잃었고 더 많은 사람이 실종되었다. 참고로 이 발달한 저기압은 2008년 사이클론 나르기스와 2009년 사이클론 아일라 이후 가장 피해가 컸던 열대 저기압이다.

#### 제5호 매우 강한 사이클론 테인
12월 23일, 미국 합동태풍경보센터(이하 JTWC)에서는 인도네시아 메단 지역에서 약 1,540 km 떨어진 곳에서 열대 요란이 발생했다고 발표했다. 주변의 대류는 점점 발달하여 12월 25일 JTWC는 열대저기압 06B로 번호를 붙였다. 또한 같은 날 이 열대 저기압이 인도의 체나이 지역에서 약 1000 km 떨어진 곳에 위치할 즈음에 인도 기상청(IMD)에서는 벵골 만 제5호 저기압이라는 명칭을 부여했다. 12월 26일 이 저기압은 발달한 저기압으로 발달하였고, 같은 날 북인도양 두 번째 사이클론인 사이클론 "테인"(Thane)으로 발달하였다. 이름이 붙여진 이후 서진하기 시작했고, 12월 28일 JTWC에서는 사이클론 테인이 1등급 허리케인의 세력을 가지게 되었다고 발표하였고, IMD에서는 2011년 처음이자 유일한 매우 강한 사이클론이 발생하였다고 발표하였다. 이 날 계속 발달하였고 1분 최대풍속 80kt, 3분 최대풍속 75kt로 최성기를 맞이하였다. 12월 29일부터는, 주변의 육지와 반응을 하면서 약간 약화되었고, 12월 30일 쿠달로르 주(Cuddalore)와 폰디체리 주(Pondicherry) 사이에 위치한 타밀 나두(Tamil Nadu)에 상륙하였다. 육지와의 마찰로 사이클론 테인은 급격히 약화되었고, 12월 31일 IMD에서는 이 사이클론이 저기압으로 약화되어 소멸하였다고 발표하였다.

## 같이 보기
- 2011년 북대서양 허리케인
- 2011년 동태평양 허리케인
- 2011년 태풍